# Onís
Onís ist eine Gemeinde in der autonomen Region Asturien, im Norden Spaniens. Im Norden begrenzt von Llanes, im Süden von León, im Westen von Cabrales und im Osten von Cangas de Onís.

## Historie
Der ersten Nachweise einer Besiedlung finden sich aus der Jungsteinzeit. Verschiedene indoeuropäische Stämme mischten sich mit den Eingeboren Stämmen.
Die ersten Urkundlichen Erwähnungen sind mit dem Einmarsch der römischen Legionen datiert. Die Gegend um Onis war hier eine wichtige Enklave während der Kriege zwischen Rom und den Kantabrischen Stämmen.
1504 wurde der erste Alcalde eingesetzt. Unter der Regentschaft von Juan González de Acebos fiel 1594 Onis dem Fürstentum Asturien zu.

## Wirtschaft
- Die gesamte Region wird geprägt durch Land und Forstwirtschaft; in Onis ist speziell die Produktion des (in Spanien) berühmten Käses aus Gamonedo zu erwähnen
- Durch die Nähe zum Nationalpark nimmt die Tourismusindustrie stark zu.
- Das in Benia de Onís gelegene kleine Industriegebiet ist durch mittelständische Handwerksbetriebe geprägt.[2]

|                                   | Beschäftigte | Anteil in Prozent |
| --------------------------------- | ------------ | ----------------- |
| TOTAL                             | 256          | 100               |
| Ackerbau, Viehzucht und Fischerei | 92           | 35,94             |
| Industrie                         | 6            | 2,34              |
| Bauwirtschaft                     | 18           | 7,03              |
| Dienstleistungsbetriebe           | 140          | 54,69             |

## Bevölkerungsentwicklung der Gemeinde
Quelle: INE-Archiv – grafische Aufarbeitung für Wikipedia

## Sehenswürdigkeiten

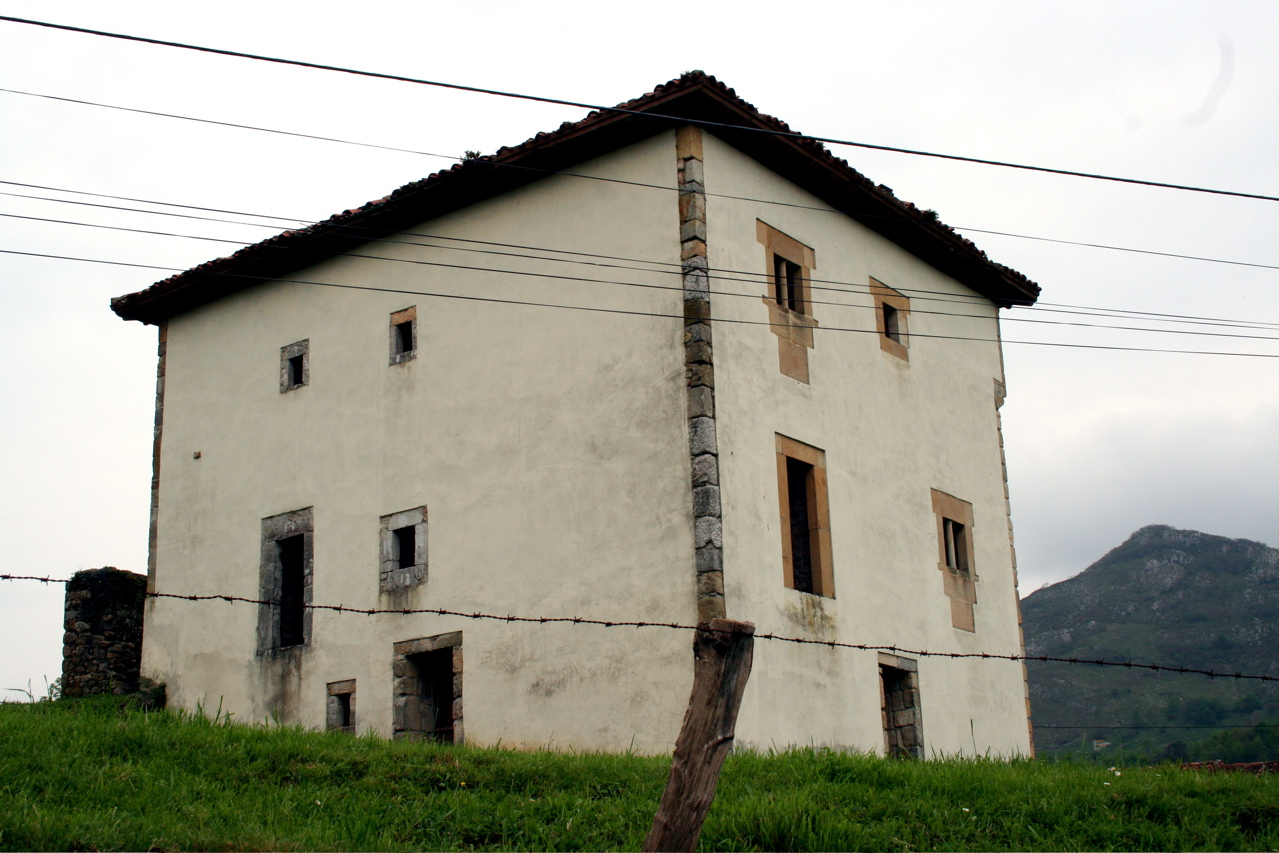
Heimatmuseum aus dem 15. Jahrhundert

- La Casona de los valles (Wörtlich – das Große Haus im Tal) aus dem 18. Jahrhundert in Benia de Onís
- Torre de Sirviella aus dem 16. Jahrhundert, beherbergt das Heimatmuseum in Sirviella.
- Gemeindekirche Santa Eulalia aus dem 15. Jahrhundert

## Feste und Feiern
- jährlich, Ende Oktober die Feria der Picos de Europa und des Käses aus Gamonedo (Queso de Gamonedo).

## Parroquias
Die Gemeinde Onís ist in 3 Parroquias unterteilt:
- Bobia
- Onís
- La Robellada